# Walram II de Nassau
Valéran II ou Walram II de Nassau (1220-1289), da Casa de Nassau, foi com seu irmão Oto I, co-Conde de Nassau 1249-1255, Conde de Nassau-Wiesbaden e Conde de Nassau-Weilburg e Conde de Nassau-Idstein 1255. Eram filhos de Henrique II de Nassau, o Rico.
É considerado o fundador do trono walramiano  dos condes de Nassau, Idstein, Wiesbaden, Weilburg, Sarrebruck, Ottweiler, Usingen. Tornou-se conde de Nassau em 1251. Governou com o irmão Oto e, em 1255, por “prima divisio”, tomou posse de terras no Taunus, de terras na margem esquerda do rio Lahn e de Weilburg, Wiesbaden e Idstein.
Conselheiro secreto do Imperador Rodolfo I da Germânia. Seus descendentes serão Condes Principescos de Nassau (1366) com dignidade de Príncipe do Sacro Império Romano Germânico confirmada (1688) e renovada (1737) em Viena; confirmação Imperial da sucessão por primogenitura em 1755 e 1766. Tratado de Sucessão com linha caçula de Nassau-Dillenburg, 30 de junho de 1783; qualificado Most Serene Highborn (ou Durchlauchtigst Hochgeboren) honra conferida à primogenitura masculina em Viena 1784. 
Walram II casou em 1250 com Adelaide (morta em 1288) filha de Teodorico IV, Conde de Katzenelnbogen. Tiveram descendência:
- 1 - Ricarda ou Richardis, (morta em 1311) Religiosa em Klarenthal e Mogúncia.
- 2 - Thierry, Dietrich ou Diether de Nassau (morto em 1307 Trier) Arcebispo de Trèves ou Trier.
- 3 - Matilde.
- 4 - Adolfo de Nassau-Weilburgo.